# Bacteria foliolata
Bacteria foliolata är en insektsart som beskrevs av Ludwig Redtenbacher 1908. Bacteria foliolata ingår i släktet Bacteria och familjen Diapheromeridae. Inga underarter finns listade.